# Helius fragosus
Helius fragosus är en tvåvingeart som beskrevs av Alexander 1937. Helius fragosus ingår i släktet Helius och familjen småharkrankar. Inga underarter finns listade i Catalogue of Life.